# Чижак
Чижак или цајзла или цајзлић (лат. Spinus spinus) је птица певачица из рода Spinus и породице зеба (Fringillidae). Насељава велики део Европе и Азије. Станишта су му четинарске и мешовите шуме, у којима се храни разним семењем, а нарочито семењем јове, брезе и четинара. 

## Опис
Чижак је мала птица, кратког репа, која достиже дужину од 11–12,5 cm, тежину од 10–18 g, и распон крила од 20–23 cm.
Код врсте је присутан полни диморфизам, који се огледа у различитој боји перја мужјака и женки. Леђа мужјака су сивкасто зелена, с тим што је задњи део леђа жуте боје; реп је са страна жуте боје, док је крај репа црне боје; крила су црна са жутим пругама; перје на грудима је жућкасто и оно постаје беличастије у пределу трбуха; брада му је црне боје, као и теме и чело, са обе стране главе од очију до ушију има жуту пругу. Површина браде мужјака која је црна може бити мања или већа, зависно од положаја у јату. Перје женке је на темену, челу и око ушију зеленкасте боје, брада је беле боје, груди и трбух су беличасти са црним пругама, а задњи део леђа је пругаст беличасто жут. Боја перја младих је слично боји перја женки.
Кљун чишка је чврст и узак, што је последица начина исхране. Захваљујући таквом кљуну у стању је да допре до семења којим се храни. Ноге и стопала су тамносмеђа, а очи су црне. 
Чижак лети брзо и неправолинијски, по чему је сличан осталим зебама.

## Распрострањеност и станиште
Чижак насељава већи део Евроазије и део северне Африке. Постоје две одвојене главне области у којима се гнезди, то су источна обала Азије и средња и Северна Европа.
У току целе године насељава Централну Европу и планинске венце на југу континента. Присутан је у северној Скандинавији и Русији. Презимљава у Медитеранском басену и у области око Црног мора. У Кини се гнезди на Хинган планинама у Унутрашњој Монголији и у провинцији Ђангсу, док лета проводи на Тибету, Тајвану, долинама доњег тока реке Јангце и југоисточне обале.
Чижак је примећен у неколико наврата у Северној Америци, у којој постоји слична и блиско сродна врста боров чижак (Spinus pinus).
Не остаје дуго у једној области, већ мења области у којима се гнезди, храни, презимљава из године у годину. 
Станиште су му шумовите области на одређеној надморској висини, на падинама планина, а има и одређену склоност ка влажним областима. Гнезди се најчешће у четинарским шумама, нарочито у шумама смреке, али и у мешовитим шумама. Гради гнездо на дрвећу, а у њега полаже 2–6 јаја. 

## Угроженост
Светска популација чишка је процењена на између 20 и 36 милиона. Европска популација је процењена на између 2,7 и 15 милиона парова. Нема значајнијег пада у бројности популације чишка, због чега га је Међународна унија за заштиту природе (енгл. IUCN) на црвеној листи угрожених врста навела као врсту која није угрожена (као врсту којој прети мали ризик од изумирања).

## Статус чишка у Србији
Упркос глобалној стабилности популације, у Србији је гнездећа популација чишка у опадању. На неколико наших високих планина, гнезди се свега 25–50 парова ове птице. Због тога је чижак у Србији строго заштићена врста и не сме се ловити и уништавати, што регулише "Правилник о проглашењу и заштити строго заштићених и заштићених дивљих врста биљака, животиња и гљива" (Прилог I − Строго заштићене дивље врсте биљака, животиња и гљива, "Службени гласник РС", бр. 47/2011).
Чижак се у највећем делу Србије − нарочито у њеним равничарским подручјима − јавља искључиво зими, пошто севернија Европска популација код нас зимује. Припадници наше локалне малобројне популације се зими са високих планина спуштају у ниже пределе.